# Manner
La Manner Ag () è un'industria alimentare austriaca produttrice di wafer. È una società per azioni quotata alla Borsa di Vienna, le cui azioni sono in gran parte in possesso della famiglia Manner.

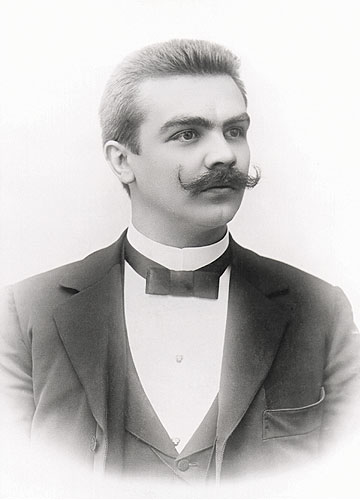
Il fondatore Josef Manner

Il logo dell'azienda è un'immagine stilizzata della chiesa di Santo Stefano a Vienna. Gli stabilimenti produttivi si trovano a Hernals (17º distretto di Vienna), Wolkersdorf (in Bassa Austria) e Perg (in Alta Austria).

## Storia

### La nascita nel 1890
Josef Manner offriva a Vienna cioccolatini e caffè ai fichi. Il 1° marzo 1890 acquisì insieme ai suoi fratelli la concessione e i locali di un piccolo produttore di cioccolato a Margareten e fondò la "Chocoladenfabrik Josef Manner". Solo sei mesi dopo, si trasferirono a Vienna-Hernals. Nel 1897 l'azienda contava già 100 dipendenti. Nel 1898 fu inventata la Mannerschnitte. Nel 1900, Johann Georg Riedl rilevò la metà delle azioni dell'azienda, gettando le basi per una collaborazione tra le famiglie che continua ancora oggi. Nel 1913, Josef Manner era diventato il principale produttore di dolciumi dell'Austria-Ungheria, quando la fabbrica, ancora in uso, fu costruita in Wilhelminenstraße a Vienna-Hernals. Nell'ottobre 1913 l'azienda fu trasformata in società per azioni e contava 3000 dipendenti.  Dal marzo 1922, la maggior parte delle azioni della società fu di proprietà della Banca Anglo-Austriaca.   A causa delle restrizioni della crisi economica, nel 1935 la società dovette ridurre il proprio capitale sociale da 6 a 4,5 milioni di scellini e nello stesso anno il fondatore dell'azienda Josef Manner si ritirò dall'attività operativa.

### Seconda guerra mondiale
Durante l'era nazionalsocialista, Manner approfittò degli ordini della Wehrmacht, dell'"arianizzazione" delle proprietà ebraiche e dello sfruttamento dei lavoratori forzati. Nella seconda guerra mondiale, nonostante tutti i tagli, l'azienda registrò addirittura una crescita e l'esercizio 1939 fu "generalmente soddisfacente". Nell'anno finanziario 1941 fu generato un reddito di 3,3 milioni di Reichsmark e fu distribuito un dividendo del 6%. Secondo Carl Manner, l'azienda fu "arruolata" come "fornitore dell'esercito" e produceva cioccolato e biscotti per le truppe della Wehrmacht tedesca, e lo Scho-Ka-Kola noto come "cioccolato per l'aviazione" fu prodotto per i piloti della Luftwaffe. A quel tempo, Manner era un'azienda importante per lo sforzo bellico e le fave di cacao furono assegnate fino al 1945. L'azienda era anche sotto la direzione di un direttore di stabilimento nazionalsocialista, il figlio del fondatore dell'azienda era attivo nell'azienda solo come direttore tecnico. I bombardamenti causarono danni relativamente lievi all'edificio della fabbrica.

### Lo sviluppo dopo la guerra
Alla fine della guerra, le scorte di zucchero e cacao ancora immagazzinate nella fabbrica furono requisite dalle forze di occupazione russe, dopodiché l'azienda dovette lottare per due anni con una carenza di materie prime. Nel 1947 il fondatore dell'azienda, Josef Manner, morì all'età di 81 anni e nel settembre 1953 suo nipote Carl Manner entrò a far parte dell'azienda e ottenne una procura nel 1959. Nel 1960, con l'introduzione del confezionamento in fogli di alluminio rivestiti con la tipica striscia a strappo rossa, viene introdotta la sigillatura a prova di aroma degli ormai famosi tagli.  Di conseguenza, le vendite aumentarono di nuovo e nel 1964 si registrarono vendite record per la prima volta dal 1914. Nel 1970 i concorrenti Napoli e Casali vengono rilevati mediante fusione, che amplia notevolmente la gamma e la famiglia proprietaria Napoli-Casali entra a far parte dell'azienda Manner.
Una collaborazione con Nestlé in Ungheria dopo la caduta della cortina di ferro è fallita negli anni '90.
La forma societaria è una società per azioni quotata alla Borsa di Vienna, in cui gran parte delle azioni sono di proprietà familiare. Le azioni dei membri della famiglia che non sono più interessati all'azienda vengono continuamente acquistate dai proprietari di maggioranza, in modo che nessun estraneo possa diventare un comproprietario significativo.
Nel 2005 ha fatto scalpore l'annuncio dell'Ufficio federale austriaco dei monumenti di voler porre sotto protezione monumentale l'edificio Manner in Wilhelminenstraße 6 a Vienna-Hernals. La direzione dell'azienda ribatté che il trasferimento dell'impianto di produzione sarebbe stato la conseguenza per motivi economici, il che avrebbe causato indignazione tra gran parte della popolazione viennese.

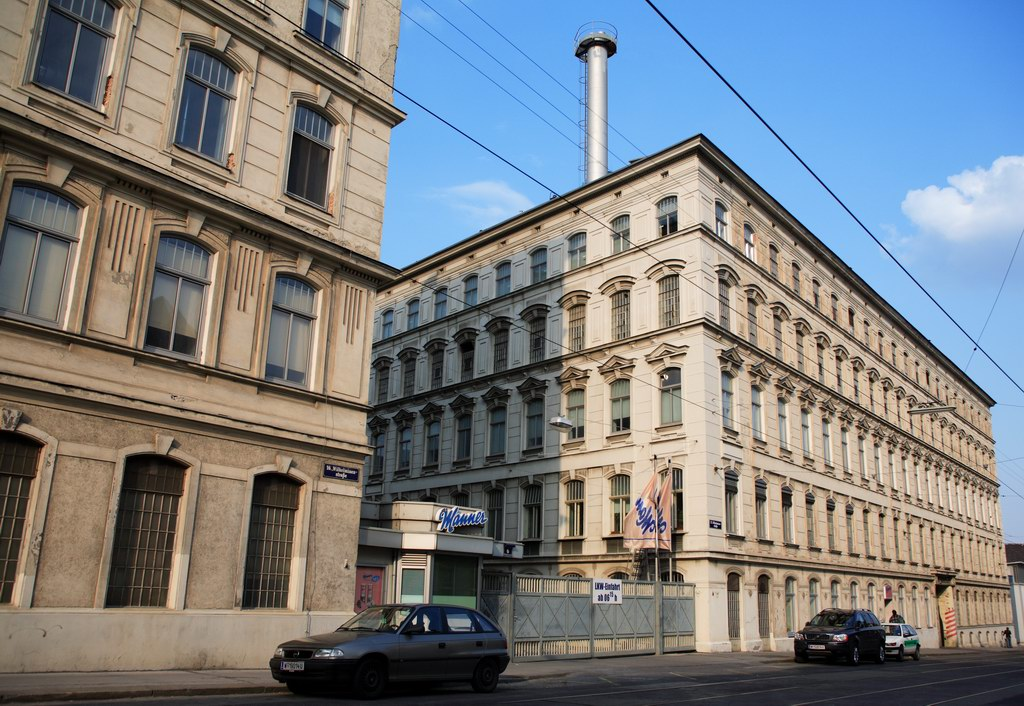
Manner-Werk in Vienna-Hernals, Wilhelminenstraße 6 (2007)

Dal giugno 2004, Manner gestisce un flagship store in Stephansplatz nel Palazzo Arcivescovile. Dal giugno 2006 c'è un flagship store all'aeroporto di Vienna. Con l'obiettivo di aumentare le vendite sui mercati esteri, Manner ha aperto filiali di vendita in Slovenia, Repubblica Ceca e Germania. Nel 2010, Manner ha costruito un negozio con caffetteria in Residenzplatz a Salisburgo. Il 10 maggio 2018 è stato aperto un negozio Manner a Graz sulla piazza principale e il 19 luglio 2019 anche nel centro commerciale Murpark.
Il fatturato totale di Manner nel 2009 è stato di 155,4 milioni di euro con una quota di esportazione di circa il 55%. Ciò ha comportato un utile netto per l'anno di 4,496 milioni di euro e un utile netto di 1,89 milioni di euro. Alla fine del 2011, Manner ha annunciato l'ampliamento della sede di Vienna, dove la produzione di waffle sarebbe stata concentrata a partire dal 2015. Allo stesso tempo, sono stati elaborati i concetti per il successivo utilizzo del sito di Perg. Nel 2013 sono stati raggiunti circa 180 milioni di euro e circa 40 milioni di euro sono stati investiti nello stabilimento di Vienna. Il 17 ottobre 2014 è crollata una parte della fabbrica Manner di Vienna-Hernals, che era in fase di ricostruzione.  Nel 2016, gli impianti di produzione dello stabilimento Manner di Perg, in Alta Austria, sono stati trasferiti a Vienna.

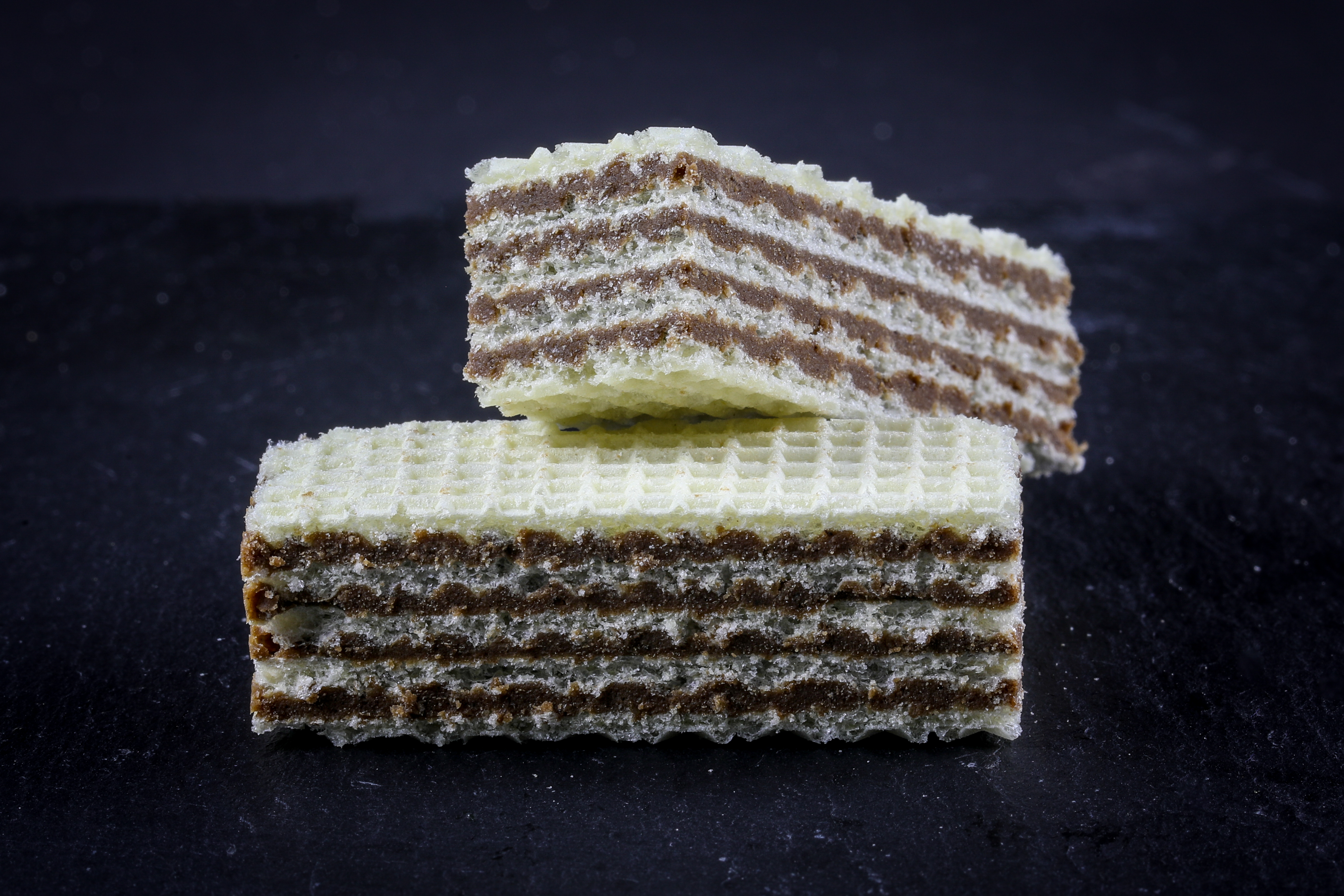
La Mannerschnitte, il prodotto più noto dell'azienda

Fino alla sua morte nel 2017, Carl Manner ha rappresentato la terza generazione alla guida dell'azienda; è stato membro del Consiglio di Amministrazione dell'azienda dal 1970 e, più recentemente, presidente del consiglio di sorveglianza.
Lo stabilimento di Vienna è stato ampiamente rinnovato. Allo stesso tempo, in collaborazione con Wien Energie, dal 2017 è stato installato l'utilizzo del calore di scarto dell'aria di scarico, che fornisce matematicamente il teleriscaldamento a circa 600 famiglie.  La fabbrica di Perg fu chiusa e le macchine da lì furono assemblate a Vienna. La ristrutturazione è stata completata nel 2020.

## Marchi
La ditta vende i prodotti attraverso vari marchi:

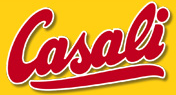
Logo Casali
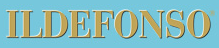
Logo Ildefonso
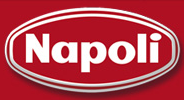
Logo Napoli